# Socjaldemokratyczna Partia Kirgistanu
Socjaldemokratyczna Partia Kirgistanu (kirg. Кыргызстан социал-демократиялык партиясы) – kirgiska centrolewicowa partia polityczna założona 1 października 1993 dzięki inicjatywie Ałmazbeka Atambajewa, Dżumabeka Ibraimowa, Abdydżapara Tagaiewa, Addygana Erkebaiewdina, Anatolija Maryszewa oraz Akylbeka Dżaparowa. Oficjalna rejestracja miała miejsce 16 grudnia 1994.
W latach 1993–1999 przewodniczącym partii był Abdigani Erkebajew, natomiast w latach 1999–2011 Ałmazbek Atambajew. W 2011 roku na czele partii stanął Czynybaj Tursunbekow. 28 kwietnia 2016 przewodniczącym frakcji parlamentarnej SDPK został Isa Ömürkułow wybrany jednogłośnie przez nadzwyczajne zebranie członków klubu parlamentarnego SDPK.
Z ramienia Socjaldemokratycznej Partii Kirgistanu trzy osoby sprawowały urząd prezydenta kraju: Roza Otunbajewa (2010–2011), Ałmazbek Atambajew (2011–2017) i Sooronbaj Dżeenbekow (od 2017).

## Wybory parlamentarne w 2010 roku
11 listopada, po wyborach parlamentarnych, urzędująca prezydent Roza Otunbajewa powierzyła liderowi ugrupowania Ałmazbekowi Atambajewowi misję tworzenia rządu. SDPK otrzymało w nich drugi rezultat: 14,15% co przełożyło się na 26 miejsc w parlamencie. 30 listopada 2010 została zawiązana większościowa koalicja razem z partiami: Respublika oraz Ata Meken. Jednakże z powodu braku zachowania dyscypliny przy głosowaniu nad wyborem Ömürbeka Tekebajewa jako przewodniczącego parlamentu, do powołania rządu nie doszło. 15 grudnia Partia Respublika ogłosiła, że udało jej się porozumieć z władzami SDPK oraz Ata-Dżurt. W wyniku tego porozumienia na premiera został wybrany Ałmazbek Atambajew (otrzymał 92 głosy poparcia w 120-osobowym parlamencie). Przewodniczącym parlamentu z ramienia Ata-Dżurt został wybrany Ahmatbek Keldibekow (101 głosów za jego wyborem). Wicepremierem został Ömürbek Babanow będący członkiem Partii Respublika. Z powodu wybrania na urząd prezydenta dotychczasowego premiera, 1 grudnia 2011 urząd szefa rządu objął Ömürbek Babanow.

## Wybory parlamentarne w 2015 roku
Mimo bycia wyraźnym faworytem oraz jawnego popierania i faworyzowania przez obecnego prezydenta SDPK otrzymało gorszy wynik (27,35% głosów co przełożyło się na 38 miejsc w Radzie Najwyższej) niż zakładano przed wyborami. Było to rezultatem licznych skandali w czasie poprzedniej kadencji. Po wyborach doszło do zawiązania koalicji z trzema partiami: Ata Meken, Önügüü-Progres oraz Kyrgyzstan. Łącznie posiadała ona 80 głosów. Premierem został wybrany Sooronbaj Dżeenbekow.
Przed referendum w 2016 roku doszło do wyjścia SDPK z koalicji oraz w efekcie do jej rozpadu. Nastąpiło to z powodu opowiedzenia się przeciwko proponowanym zmianom przez Ata Meken oraz braku porozumienia z Önügüü-Progres. Następnie Ałmazbek Atambajew powierzył zadanie utworzenia nowego rządu Socjaldemokratycznej Partii Kirgistanu. Doszło to utworzenia nowej kolacji z Bir Boł oraz partią Kyrgyzstan (68 głosów). Premierem po raz kolejny został wybrany Sooronbaj Dżeenbekow.

## Wybory prezydenckie w 2017 roku
17 maja 2017 zapowiedziana została nominacja obecnego premiera – Sooronbaja Dżeenbekowa do startu w wyborach. Oficjalnie został wybrany kandydatem na XVI zjeździe partii, który miał miejsce 15 lipca 2017. Tego samego dnia kandydatura została zatwierdzona przez Centralną Komisję Wyborczą Kirgistanu. 15 października 2017 został on wybrany nowym prezydentem państwa.

## Dalsza działalność
31 marca 2018 miał miejsce w Biszkeku XVII zjazd partii. Wybrano na nim nowego przewodniczącego – został nim jednogłośnie Ałmazbek Atambajew. Spotkanie odbyło się bez udziału mediów. Zostało na nie zaproszonych 190 delegatów. Lista gości wywołała w ugrupowaniu kontrowersje – nie został zaproszony m.in. Asylbek Dżeenbekow – brat prezydenta Dżeenbekowa. Nie wpuszczony został na obrady również (mimo zostania wybranym na delegata z obwodu oszyńskiego) Aliszer Bakyszew. Po kongresie odbyła się konferencja nowego przewodniczącego podczas której zapewnił on, że w ugrupowaniu nie ma żadnych rozłamów oraz przedstawił plany na wybory parlamentarne w 2020 roku.
W 2019 doszło ostatecznie do rozłamu w partii. Pod przywództwem Sagynbeka Abdrachmanowa został utworzony ruch „SDPK bez Atambajewa”, który 3 kwietnia 2019 na zjeździe partii został wybrany nowym liderem. Mimo protestów byłego prezydenta decyzja ta zatwierdzona przez Ministerstwo Sprawiedliwości. „Konkurencyjny” zjazd odbył się 6 kwietnia pod przywództwem Atambajewa na którym wybrano nowe prezydium partii. W rezultacie doszło do utworzenia dwóch, wzajemnie nieuznających się frakcji.
Do eskalacji problemu doszło ponownie w lipcu 2020 przed wyborami parlamentarnymi. 13 lipca Centralna Komisja Wyborcza odmówiła rejestracji komitetu wyborczego SDPK pod przywództwem Abdrachmanowa, który złożył odwołanie od tej decyzji do sądu. 21 lipca sąd administracyjny w Biszkeku uznał postanowienie Komisji za niezgodne z prawem i nakazał jego rejestrację. Na wyrok ten zażalenie do Sądu Najwyższego złożyła Komisja Wyborcza. 28 lipca zostało ogłoszone postanowienie o utrzymaniu decyzji sądu pierwszej instancji. Oficjalna rejestracja nastąpiła 3 sierpnia. Natomiast stronnicy Atambajewa wzięli udział w wyborach startując pod szyldem partii Socjal-demokraci. Ostatecznie partia nie spełniła oficjalnych wymogów i została wykreślona z listy ugrupowań biorących udział w wyborach.